# Young Blood (canción de The Naked and Famous)
«Young Blood» —en español: «Sangre joven»— es una canción realizada por la banda indie neozelandesa The Naked and Famous, incluida en su álbum debut Passive Me, Aggressive You. La canción fue utilizada en algunos comerciales para la estación de televisión C4, en la serie de televisión Elementary en su primer capítulo de la primera temporada y fue denominado por Silver Scroll como la “Canción del Año”, en el año 2010.
Fue lanzado como sencillo en formato digital por iTunes, el 7 de junio de 2010 en Australasia. "Young Blood" debutó en la primera posición en el New Zealand Singles Chart, el 14 de junio de 2010.
Chiddy Bang y Birdy realizó su versión de la canción.

## Video musical
El videoclip de "Young Blood" fue dirigido por Joel Kefali y Campbell Hooper de Special Problems.

## Lista de canciones
| Descarga digital 1. "Young Blood" – 3:52 — Sencillo en CD — Vinilo de 7" (1) 1. "Young Blood" – 3:53 2. "Crazy? Yes! Dumb? No!" – 6:30 — Sencillo en CD 1. "Young Blood" (Radio Edit) – 3:35 2. "Young Blood" – 3:53 | — Vinilo de 7" (2) 1. "Young Blood" – 3:53 2. "Sow" – 4:10 / — Descarga digital 2 1. "Young Blood" (Radio Edit) – 3:34 2. "Young Blood" (Chiddy Bang Remix) – 3:32 / — EP digital 1. "Young Blood" – 3:54 2. "Sow" – 4:06 3. "Young Blood" (David Andrew Sitek Remix) – 3:36 4. "Young Blood" (Video musical) – 3:57 |

## Posicionamiento en listas y certificaciones
| Lista (2010–11)                                 | Mejor posición |
| ----------------------------------------------- | -------------- |
| Alemania (Media Control AG)                     | 30             |
| Australia (ARIA)                                | 26             |
| Austria (Ö3 Austria Top 40)                     | 53             |
| Bélgica (Flandes) (Ultratop 50)                 | 34             |
| Bélgica (Valonia) (Ultratop 50)                 | 27             |
| Estados Unidos (Alternative Songs)              | 9              |
| Estados Unidos (Bubbling Under Hot 100 Singles) | 23             |
| Estados Unidos (Rock Songs)                     | 21             |
| Nueva Zelanda (Recorded Music NZ)               | 1              |
| Países Bajos (Mega Single Top 100)              | 56             |
| Reino Unido (UK Singles Chart)                  | 64             |

| País          | Organismo certificador | Certificación | Ref.   |
| ------------- | ---------------------- | ------------- | ------ |
| Nueva Zelanda | RIANZ                  | Platino       | [ 21 ] |

## Historia de lanzamientos
| Región         | Formato                   | Fecha                   | Discográfica                                  |
| -------------- | ------------------------- | ----------------------- | --------------------------------------------- |
| Nueva Zelanda  | Descarga digital          | 7 de julio de 2010      | The Naked and Famous                          |
| Australia      | Descarga digital          | 7 de julio de 2010      | The Naked and Famous                          |
| Reino Unido    | CD sencillo, Vinilo de 7" | 6 de septiembre de 2010 | Neon Gold, Somewhat Damaged, Universal        |
| Austria        | Descarga digital          | 14 de noviembre de 2010 | Somewhat Damaged, Polydor                     |
| Dinamarca      | Descarga digital          | 14 de noviembre de 2010 | Somewhat Damaged, Polydor                     |
| Finlandia      | Descarga digital          | 14 de noviembre de 2010 | Somewhat Damaged, Polydor                     |
| Alemania       | Descarga digital          | 14 de noviembre de 2010 | Somewhat Damaged, Polydor                     |
| Irlanda        | Descarga digital          | 14 de noviembre de 2010 | Somewhat Damaged, Polydor                     |
| Italia         | Descarga digital          | 14 de noviembre de 2010 | Somewhat Damaged, Polydor                     |
| Japón          | Descarga digital          | 14 de noviembre de 2010 | Somewhat Damaged, Polydor                     |
| Países Bajos   | Descarga digital          | 14 de noviembre de 2010 | Somewhat Damaged, Polydor                     |
| Noruega        | Descarga digital          | 14 de noviembre de 2010 | Somewhat Damaged, Polydor                     |
| Suecia         | Descarga digital          | 14 de noviembre de 2010 | Somewhat Damaged, Polydor                     |
| Suiza          | Descarga digital          | 14 de noviembre de 2010 | Somewhat Damaged, Polydor                     |
| Reino Unido    | Descarga digital          | 14 de noviembre de 2010 | Somewhat Damaged, Polydor                     |
| Estados Unidos | Descarga digital          | 14 de noviembre de 2010 | Somewhat Damaged, Polydor                     |
| Alemania       | Sencillo en CD            | 18 de febrero de 2011   | Somewhat Damaged, Universal, Polydor          |
| Reino Unido    | Vinilo de 7"              | 4 de marzo de 2011      | Somewhat Damaged, Polydor, Universal, Fiction |
| Irlanda        | Descarga digital EP       | 6 de marzo de 2011      | Somewhat Damaged, Polydor                     |
| Reino Unido    | Descarga digital EP       | 6 de marzo de 2011      | Somewhat Damaged, Polydor                     |
| Australia      | Descarga digital          | 4 de abril de 2011      | Somewhat Damaged                              |
| Nueva Zelanda  | Descarga digital          | 4 de abril de 2011      | Somewhat Damaged                              |